# Cimetière de Boismoreau
Le cimetière de Boismoreau est un cimetière catholique, puis communal, situé à Vannes dans le Morbihan.

## Localisation
Le cimetière est situé à Vannes entre le boulevard de la Paix, au sud, la rue des Quatre-Frères-Créac'h, à l'ouest et la rue des Deux-Frères-Joubaud au nord et à l'est. Du fait de sa position, il jouxte l'hôpital Prosper-Chubert, au nord et voisine avec l'étang au Duc.

## Histoire

### Les fondations
Le terrain sur lequel est aménagé le cimetière est acquis par la ville de Vannes en 1791 dans le but de regrouper les cimetières auparavant situés autour des églises de la ville et de limiter les risques de transmission épidémiques. Ce terrain, sur lequel s'est retranchée la ville de Darioritum durant le Haut-Empire, a fait l'objet de quelques fouilles qui ont mis au jour tessons et poteries de la gaule romaine.
Le cimetière est inauguré le 27 février 1792 et béni par l'évêque de Vannes Mgr Le Masle.

### Construction et agrandissements
Initialement cantonné à sa partie méridionale, vers l'actuel boulevard de la Paix, le cimetière a dû s'étendre vers le nord à plusieurs reprises. La plus importante de ces extensions a eu lieu en 1899, qui lui a donné sa superficie actuelle d'environ 3,3 ha.
La construction du boulevard de la Paix en 1961 empiète légèrement sur le cimetière et oblige à la reconstruction d'une partie de la clôture et au déplacement de 25 tombes du « carré des prêtres ». Elle entraîne également le déplacement de l'entrée principale vers son emplacement actuel, rue des Quatre-Frères-Créac'h.
Un carré militaire est créé en 1968 pour les soldats morts pour la France lors de la Première Guerre mondiale.

## Personnes célèbres[1]

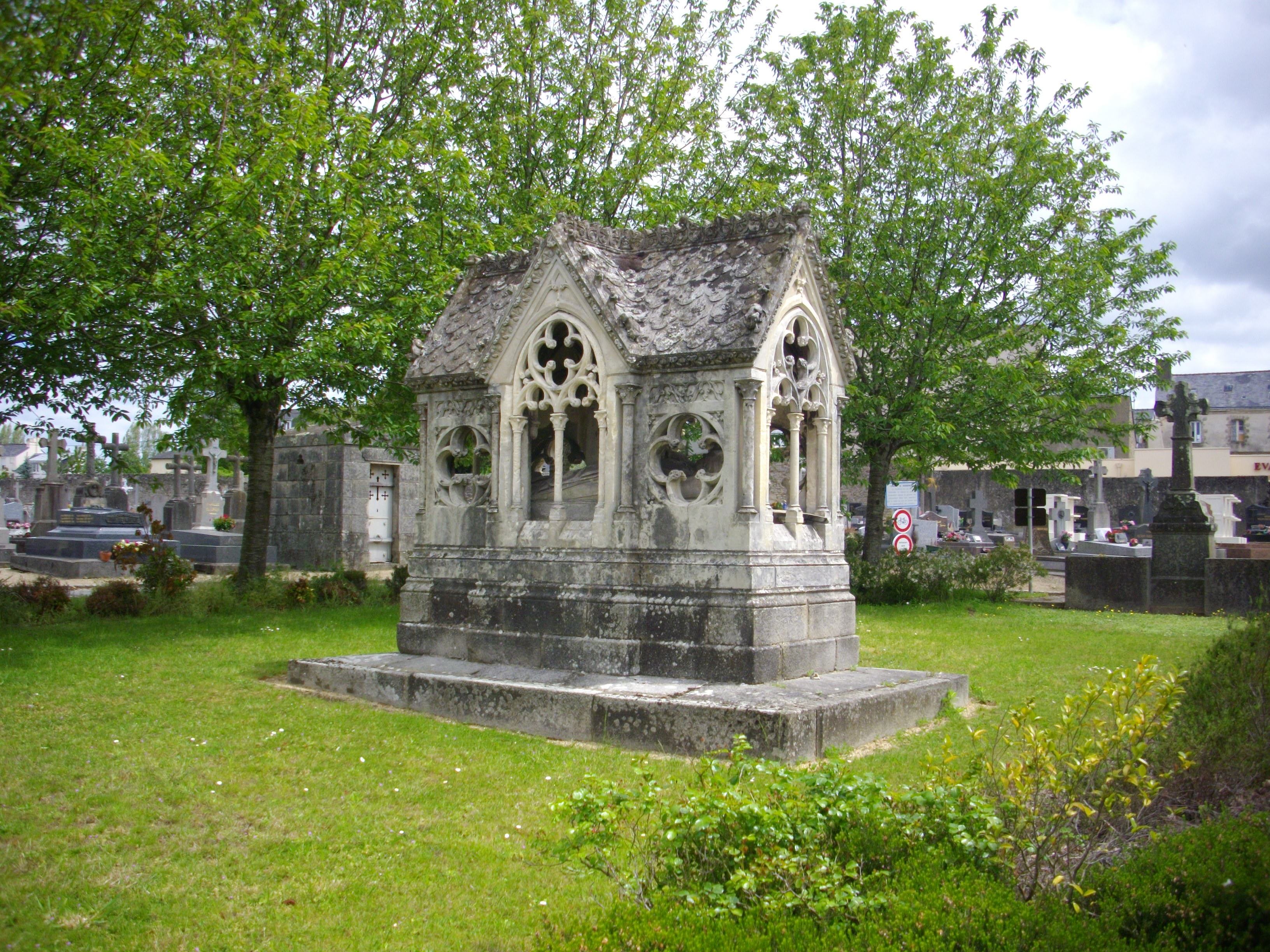
Sépulture de Mgr de La Motte de Broons de Vauvert.

- Jacques de Bollardière (1907-1986), officier général de l’armée française, combattant de la Seconde Guerre mondiale, de la guerre d'Indochine et de la guerre d'Algérie.
- Paul Chenailler, dit le colonel Morice (1904-1960), Compagnon de la Libération
- Gabriel de Francheville (1778-1849), officier et député
- Agnès de La Barre de Nanteuil (1922-1944), résistante
- Charles-Jean de La Motte de Broons de Vauvert (1782-1860), évêque de Vannes
- Louis Leleu (1773-1849), prêtre jésuite. Tombe inscrite aux monuments historiques.
- Joseph-Marie Le Mené (1831-1923), prêtre et historien.
- Charles Le Quintrec (1926-2008), écrivain et poète
- Maurice Marchais (1878-1945), avocat, maire de Vannes, député
- Georges Monnier (1796-1851), député du Morbihan
- Félix Clair Ridel (1830-1884), vicaire apostolique de Corée
- Louis Ridel (1866-1937)  peintre, sculpteur, décorateur
- Charles Riou (1840-1927), maire de Vannes, sénateur
- Bienheureux Pierre-René Rogue (1758-1796), prêtre martyr sous la Terreur. La tombe est visible, mais ses restes ont été transférés à la cathédrale[1].

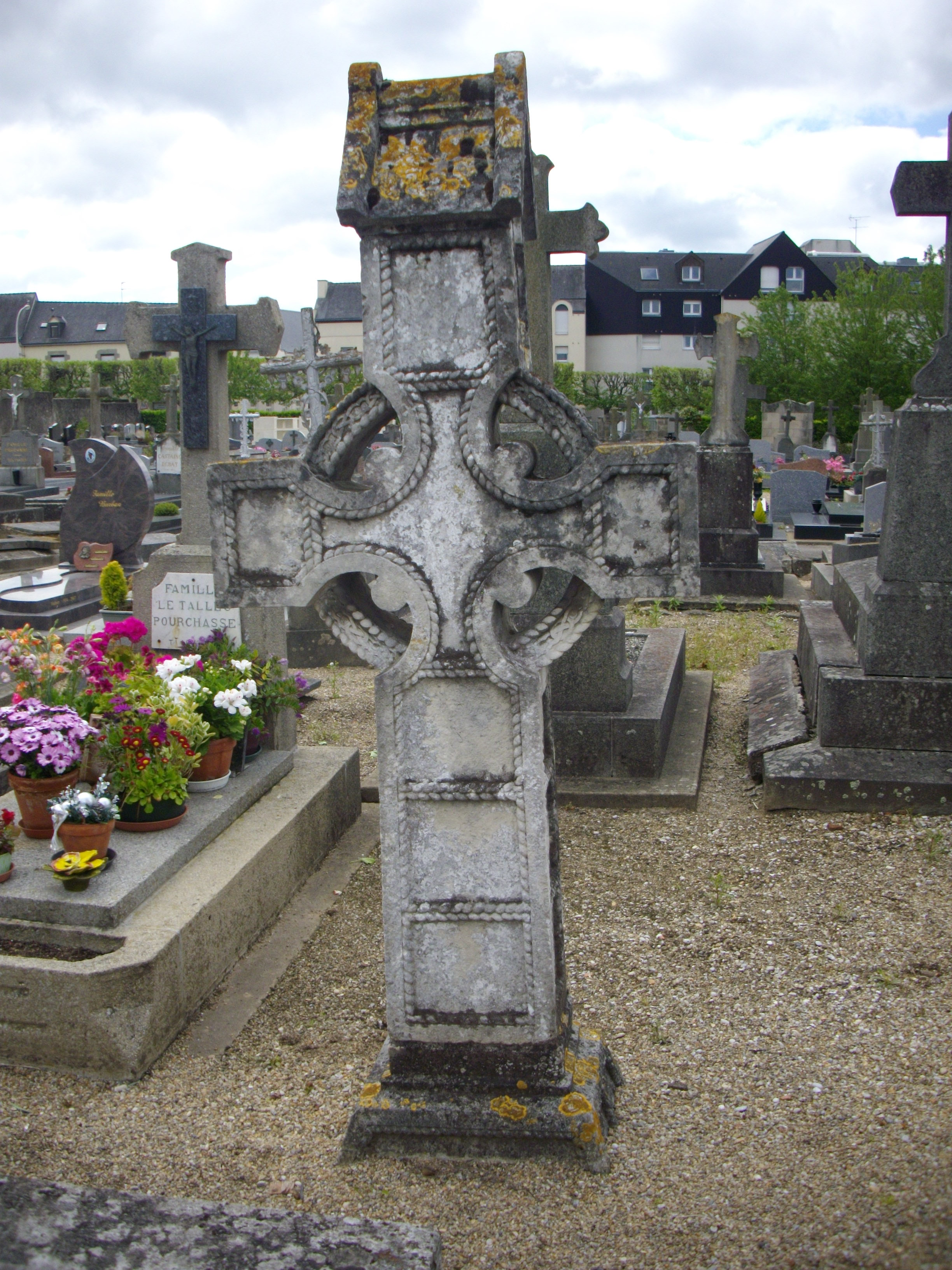
Croix Fitzgerald
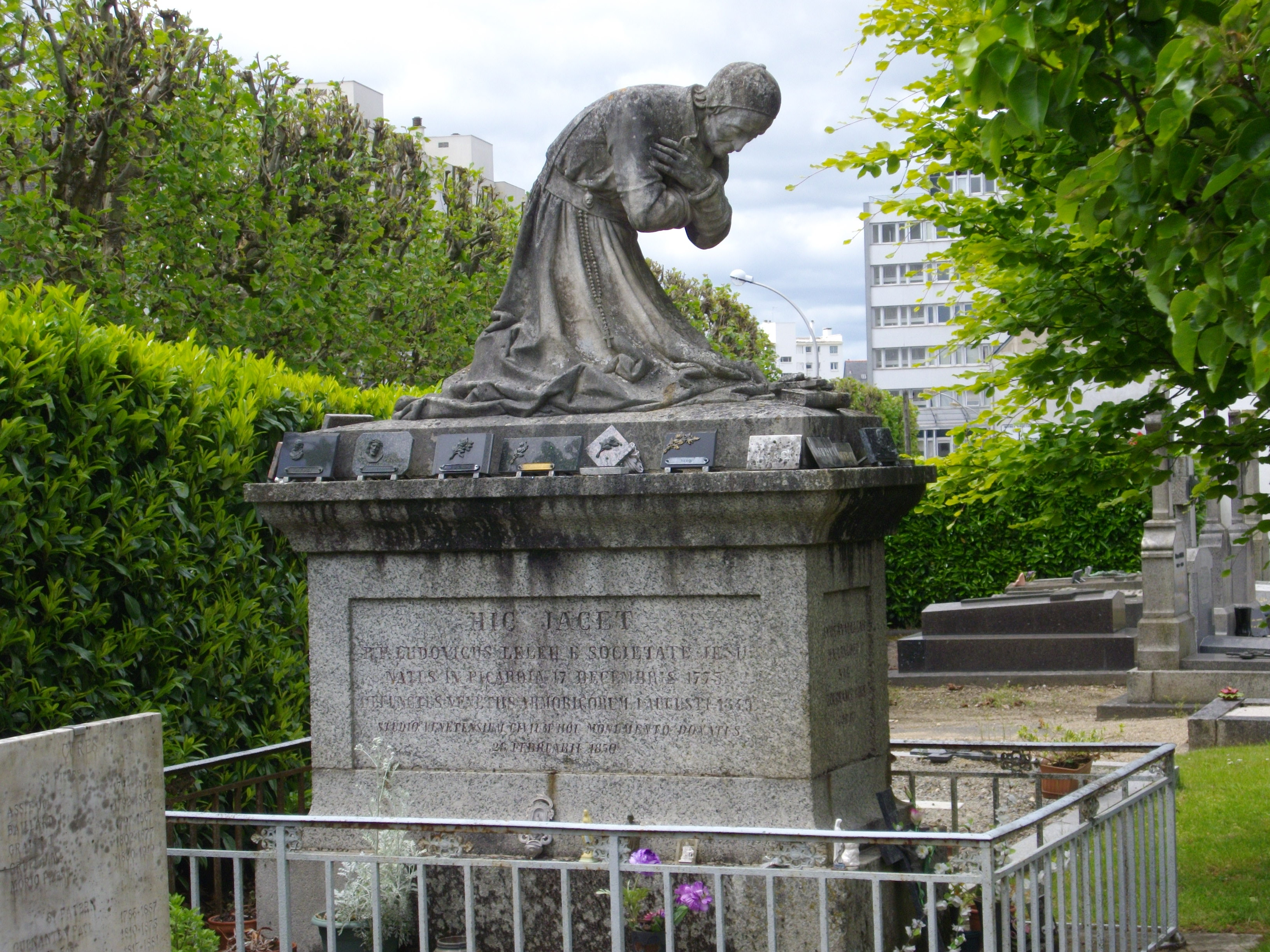
Tombe du R.P. Leleu
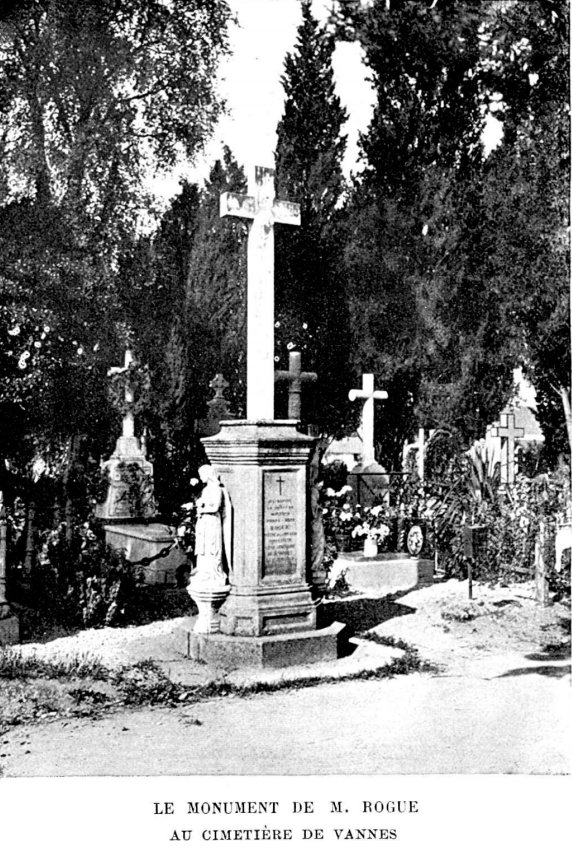
Monument du Bienheureux Pierre-René Rogue

## Monuments
Le cimetière comprend un monument aux morts de la guerre de 1870.

## Conservation du patrimoine
La croix Fitzgerald fait l’objet d’une inscription au titre des monuments historiques depuis le 21 mai 1937.